# Ayçin Akyol
Ayçin Akyol (ur. 15 czerwca 1999 w Ankarze) – turecka siatkarka, reprezentantka kraju, grająca na pozycji środkowej.

## Sukcesy klubowe
Puchar BVA:
- 2023[5] , 2024[6]

## Sukcesy reprezentacyjne
Mistrzostwa Europy Juniorek:
- 2016[7]

Igrzyska Solidarności Islamskiej:
- 2022[8]

Igrzyska Śródziemnomorskie:
- 2022[9]